# 市民功労勲章 (シリア)
市民功労勲章(アラビア語:وسام الاستحقاق المدني)は、シリアの勲章である。1953年6月25日に創立された。シリア市民が、国家、また「アラブの大義」のために活動した時授与される。
市民功労勲章には5つの等級があり、上から最高位、一等、二等、三等、四等と分類されている。このうち、最高位と一等勲章はスーツへの直接着用が可能であり、二等勲章は首にリボンをかけ着用、三等および四等勲章は胸の右側にリボンを着用する。
勲章のリボンはそれぞれ等しく「白 - 緑 - 白」の縦線が入っている。